# 李进权
李进权（1961年4月—），汉族，陕西华县人，中华人民共和国政治人物，中国民主促进会会员。曾担任民进中央常委、陕西省委主委、陕西省政协副主席。2008年，当选第十一届全国政协委员，代表中国民主促进会，分入第九组。